# Diócesis de Bondoukou
La diócesis de Bondoukou (en latín: Dioecesis Bondukuensis y en francés: Diocèse de Bondoukou) es una circunscripción eclesiástica de la Iglesia católica en Costa de Marfil. Se trata de una diócesis latina, sufragánea de la arquidiócesis de Bouaké. Desde el 28 de junio de 2019 su obispo es Bruno Essoh Yedoh.

## Territorio y organización
La diócesis tiene 34 530 km² y extiende su jurisdicción sobre los fieles católicos de rito latino residentes en el distrito de Zanzan.
La sede de la diócesis se encuentra en la ciudad de Bondoukou, en donde se halla la Catedral de Santa Odilia.
En 2022 en la diócesis existían 38 parroquias.

## Historia
La diócesis fue erigida el 3 de julio de 1987 mediante la bula Qui benignissimo Dei consilio del papa Juan Pablo II, obteniendo el territorio de la diócesis de Abengourou.
Originalmente sufragánea de la arquidiócesis de Abiyán, el 19 de diciembre de 1994 pasó a formar parte de la provincia eclesiástica de la arquidiócesis de Bouaké.

## Estadísticas
Según el Anuario Pontificio 2023 la diócesis tenía a fines de 2022 un total de 354 000 fieles bautizados.
| Año                                                                             | Población            | Población | Población      | Sacerdotes | Sacerdotes    | Sacerdotes    | Bautizados por sacerdote | Diáconos permanentes | Religiosos | Religiosos | Parroquias |
| Año                                                                             | Bautizados católicos | Total     | % de católicos | Total      | Clero secular | Clero regular | Bautizados por sacerdote | Diáconos permanentes | Varones    | Mujeres    | Parroquias |
| ------------------------------------------------------------------------------- | -------------------- | --------- | -------------- | ---------- | ------------- | ------------- | ------------------------ | -------------------- | ---------- | ---------- | ---------- |
| 1990                                                                            | 23 489               | 384 887   | 6.1            | 19         | 4             | 15            | 1236                     |                      | 15         | 22         | 7          |
| 1999                                                                            | 42 260               | 490 100   | 8.6            | 20         | 11            | 9             | 2113                     |                      | 9          | 24         | 10         |
| 2000                                                                            | 17 000               | 650 000   | 2.6            | 17         | 11            | 6             | 1000                     |                      | 6          | 20         | 12         |
| 2001                                                                            | 150 000              | 1 000     | 15.0           | 32         | 22            | 10            | 4687                     |                      | 10         | 30         | 13         |
| 2002                                                                            | 150 000              | 500 000   | 30.0           | 32         | 16            | 16            | 4687                     |                      | 16         | 27         | 14         |
| 2003                                                                            | 35 000               | 335 000   | 10.4           | 30         | 17            | 13            | 1166                     |                      | 13         | 23         | 14         |
| 2004                                                                            | 75 000               | 650 000   | 11.5           | 35         | 28            | 7             | 2142                     |                      | 7          | 27         | 15         |
| 2006                                                                            | 97 800               | 680 000   | 14.4           | 43         | 36            | 7             | 2274                     |                      | 7          | 27         | 16         |
| 2012                                                                            | 116 000              | 807 000   | 14.4           | 60         | 53            | 7             | 1933                     |                      | 7          | 36         | 22         |
| 2015                                                                            | 126 200              | 874 000   | 14.4           | 63         | 63            |               | 2003                     |                      |            | 42         | 24         |
| 2018                                                                            | 136 275              | 943 760   | 14.4           | 68         | 68            |               | 2004                     |                      |            | 35         | 24         |
| 2020                                                                            | 290 325              | 992 850   | 29.2           | 69         | 69            |               | 4207                     |                      |            | 35         | 29         |
| 2022                                                                            | 354 000              | 865 000   | 40.9           | 85         | 85            |               | 4164                     |                      |            | 37         | 38         |
| Fuente: Catholic-Hierarchy, que a su vez toma los datos del Anuario Pontificio. |                      |           |                |            |               |               |                          |                      |            |            |            |

## Episcopologio
- Alexandre Kouassi † (28 de agosto de 1987-16 de diciembre de 1994 falleció)
- Félix Kouadjo † (22 de abril de 1996-6 de mayo de 2012 falleció)
  - Sede vacante (2012-2019)
- Bruno Essoh Yedoh, desde el 28 de junio de 2019